# 土库曼恰伊条约
土库曼恰伊条约是波斯（伊朗）卡扎爾王朝与俄罗斯帝国于1828年2月10日在土库曼恰伊签署的结束双方战争的条约。在条约中，波斯割让了南高加索部分地区给俄罗斯，其中包括当今的亚美尼亚和阿塞拜疆南部。波斯方签署者为阿巴斯·米尔札，俄方为伊万·帕斯克维奇。像1813年的《古利斯坦条约》一样，该条约是在俄罗斯对波斯战胜后签订的，帕斯克维奇威胁要在五天内占领德黑兰，除非该条约签署。

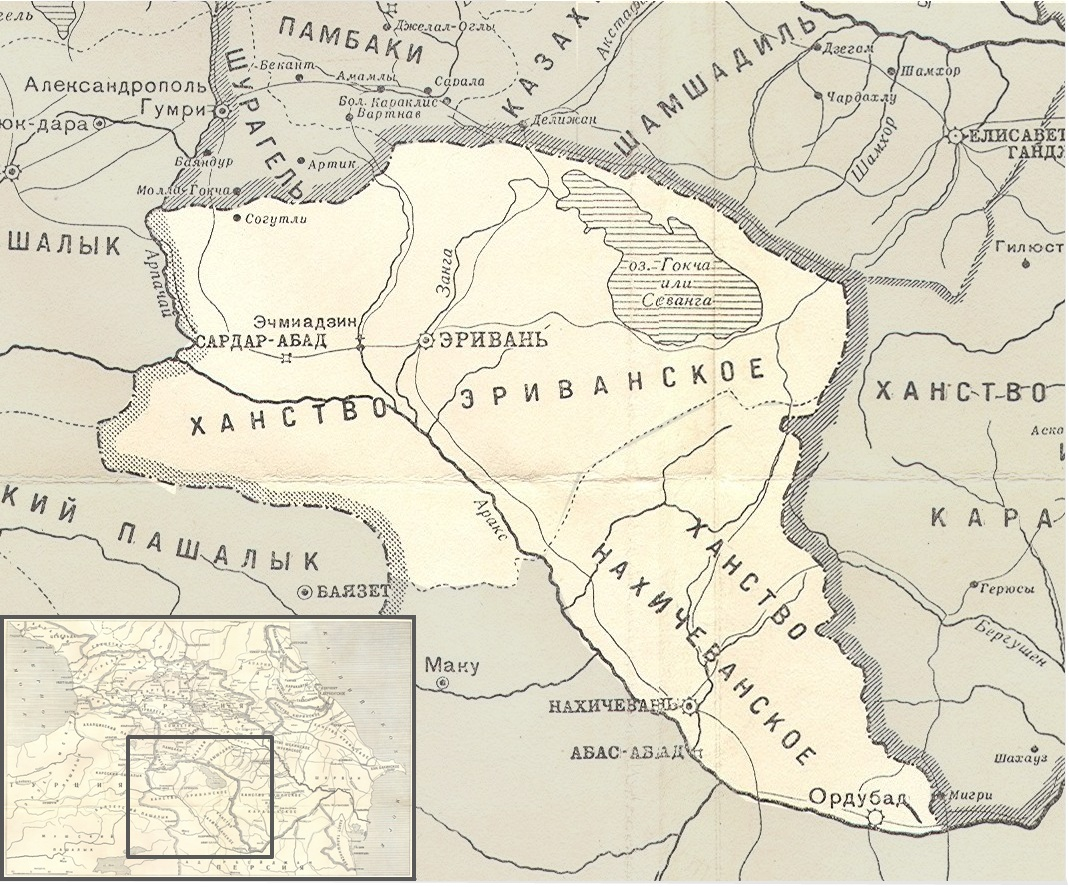
埃里温和纳希切万汗国的位置

该条约使波斯将南高加索地区的几个地区：葉里溫汗國、纳希切万汗国和塔利什汗国的其余地区割让，俄罗斯和波斯之间的条约边界位于阿拉斯河。大致是现在的亚美尼亚，阿塞拜疆南部、纳希切万和土耳其厄德尔省。
通过1828年的最后一项条约和1813年的条约，俄罗斯已经结束了从卡扎尔王朝征服高加索地区的工作，这些地区现在已经属于俄联邦达吉斯坦，格鲁吉亚东部，阿塞拜疆和亚美尼亚，这几个世纪以来已经构成外高加索概念的一部分。阿拉斯河以北地区，例如当代国家格鲁吉亚，阿塞拜疆，亚美尼亚和北高加索俄罗斯达吉斯坦共和国的领土，直到19世纪被俄罗斯占领之前都是伊朗人统治的。
两项条约的进一步结果是，前伊朗领土在接下来的180年间成为俄罗斯帝国和苏联的一部分，自此以后达吉斯坦一直是俄罗斯的领土。1991年苏联解体后，在大部分领土上形成三个独立的国家：格鲁吉亚，阿塞拜疆和亚美尼亚。